# Sins of the Parents
Sins of the Parents è un film muto del 1914 diretto da Ivan Abramson.

## Trama
Laura Henderson ha una relazione con Angelo Angelini, un violinista italiano che vive nella pensione di sua zia Mary. L'uomo, però, la lascia per tornarsene in Italia dalla moglie e Laura, rimasta incinta, dà alla luce una bambina che chiama Ruth. Dovendo trovare un lavoro, la donna lascia la piccola alla zia. A New York, conosce il dottor Henry Bradley e i due si sposano. Passano gli anni e Bradley diventa il cappellano del carcere.

La piccola Ruth è cresciuta credendo di essere la figlia di Mary. Un giorno, però, trova una lettera di Laura che le svela la verità. Decide allora di andare a cercare la sua vera madre e parte per New York. In città conosce Tony, un magnaccia che cerca di farne una prostitua. Lottando per difendersi, Ruth accidentalmente lo uccide. Il padre di Tony è Angelo, che ora vive anche lui a New York. L'uomo fa arrestare Ruth, ignorando che è sua figlia. In carcere, Ruth conosce Bradley.

Durante la festa di fidanzamento di Ailene, figlia di Bradley, Mary dice a Laura cosa è successo a Ruth. Laura rimane scioccata e Ailene si suicida. Al processo contro Ruth, Angelo non testimonia e, di conseguenza, la ragazza viene assolta. Laura chiede perdono al marito e ritorna a casa con lui portando con sé anche Ruth, che viene accolta in famiglia.

## Produzione
Il film fu prodotto dalla Ivan Film Productions.

## Distribuzione
Distribuito dalla Ivan Film Productions, il film uscì nelle sale statunitensi il 25 agosto 1914.
Non si conoscono copie ancora esistenti della pellicola che viene considerata presumibilmente perduta.